# Anastassia Abrossimova
Pour les articles homonymes, voir Abrossimova.
Anastassia Aleksandrovna Abrossimova (en russe : Russian Анастасия Александровна Абросимова), née le 17 juillet 1990, est une triathlète russe,  championne du monde d'aquathlon en 2015.

## Palmarès
Le tableau présente les résultats les plus significatifs (podium) obtenus sur le circuit national et international de triathlon et aquathlon depuis 2014,.
| Année | Compétition                                                    | Pays       | Position           | Temps           |
| ----- | -------------------------------------------------------------- | ---------- | ------------------ | --------------- |
| 2017  | Coupe d'Europe de triathlon - l'étape de Melilla (Finale)      | Espagne    | Médaille d'argent  | 2 h 5 min 9 s   |
| 2017  | Coupe d'Europe de triathlon - l'étape premium sprint de Holten | Pays-Bas   | Médaille d'argent  | 1 h 1 min 58 s  |
| 2017  | Coupe d'Europe de triathlon - l'étape de Quarteira             | Portugal   | Médaille de bronze | 2 h 1 min 24 s  |
| 2017  | Championnats d'Europe de triathlon en relais mixte             | Autriche   | Médaille de bronze | 1 h 15 min 32 s |
| 2017  | Championnat de Russie                                          | Russie     | Médaille d'argent  | 2 h 17 min 48 s |
| 2016  | Championnat du monde d'aquathlon                               | Mexique    | Médaille d'argent  | 0 h 34 min 9 s  |
| 2016  | Championnat de Russie                                          | Russie     | Médaille d'or      | 2 h 3 min 49 s  |
| 2015  | Championnat du monde d'aquathlon                               | États-Unis | Médaille d'or      | 0 h 29 min 7 s  |
| 2014  | Coupe d'Europe de triathlon - l'étape sprint d'Istanbul        | Turquie    | Médaille d'or      | 1 h 2 min 55 s  |
| 2014  | Coupe d'Europe de triathlon - l'étape de Constanta-Mamaia      | Roumanie   | Médaille de bronze | 2 h 10 min 30 s |